# Намсрайн Баатарболд
Намсрайн Баатарболд (род. 1969, Ховд) — монгольский самбист, чемпион мира 1990 года среди юниоров, чемпион Азии 1991 и 1992 годов, чемпион (1992) и серебряный призёр (1994) чемпионатов мира, победитель соревнований Всемирных игр 1993 года по самбо. По самбо выступал в наилегчайшей весовой категории (до 48 кг). 27 января 2000 года ему было присвоено звание Заслуженного спортсмена Монголии.